# Système de zones humides du Balsfjord
Le système de zones humides de Balsfjord est un site ramsar norvégien situé dans les communes de Balsfjord et Tromsø dans le comté de Troms, et composé de deux réserves naturelles le long du fjord Balsfjorden:
- Réserve naturelle de Kobbevågen, créée le 8 décembre 1995, superficie de 6,2 km2
- Réserve naturelle de Sørkjosleira, créée le 8 décembre 1995, superficie de 3,7 km2

Les deux réserves sont composées de prairies de plage, de vasière et de bancs de sable caractérisés par les marées.